# MD Helicopters MD Explorer
L MD Helicopters MD Explorer è una famiglia di elicotteri multiruolo medio-leggeri. Progettati nei primi anni '90 dalla McDonnell Douglas Helicopter Systems, oggi questi elicotteri sono prodotti dalla MD Helicopters, Inc.. Di questa famiglia fanno parte due modelli, MD 900, la prima versione e MD 902, la versione potenziata.

## Progettazione e sviluppo

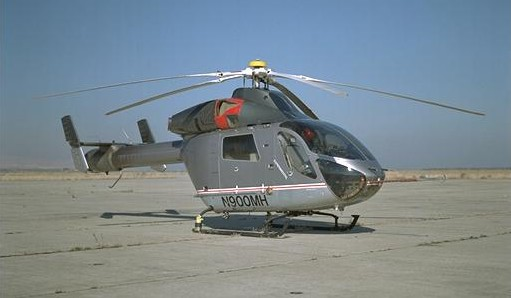
MD 900 utilizzato nei test per la diminuzione del rumore.

Nel 1988 la MD incominciò a sviluppare un nuovo velivolo, indicando il progetto con la sigla MDX. Il primo prototipo effettuò il volo di prova il 18 dicembre 1992. Questo velivolo utilizzava la tecnologia NOTAR per compensare l'assenza del rotore secondario. Il prototipo, insieme ai successivi 10, era equipaggiato con un motore Pratt & Whitney Canada PW200. I primi 128 velivoli prodotti furono equipaggiati con due motori PW206As.
Con la certificazione arrivata nel 1994, iniziarono anche le consegne. Nel 1996 arrivò anche l'autorizzazione europea. 
Nel 1997 venne lanciata una nuova versione rinominata MD 902. Questa nuova versione ha un motore nuovo e potenziato, il PW206E, e nuove rifiniture che rendono il velivolo idoneo al volo notturno. Nel gennaio 2000 vi erano 57 aeromobili di questa serie in uso nel mondo. Nello stesso anno, è stata lanciata una versione militare chiamata MH-90 Enforcer.

## Versioni
MD 900 Explorer
- Produzione del modello iniziale, alimentato da due motori turboalbero Pratt & Whitney Canada PW206A (o PW206E o PW207E).

MD 901 Explorer
- Velivolo civile, alimentato da due motori turboalbero Turbomeca Arrius. Nessun ordinazione.

MD 902
- Una versione commerciale, potenziata rispetto alla prima, alimentata da due motori Pratt & Whitney Canada PW206E o PW207E[4].

MH-90 Enforcer
- Versione militare creata appositamente per la guardia costiera statunitense.

## Utilizzatori

### Civili
Hong Kong

- Heliservices[5]

 Lussemburgo
- Luxembourg Air Rescue

 Regno Unito
- Cornwall Air Ambulance
- London's Air Ambulance
- Essex & Herts Air Ambulance

 Stati Uniti
- Calstar[6]
- University of Missouri Hospital

### Governativi
Belgio
- Police Fédérale

5 MD 902 ricevuti a partire dal 1997.
 Germania
- Polizia del Baden Württemberg

5 MD902 consegnati tra ill 1997 ed il 2001, ceduti tra il 2016 e il 2017 alla Rendőrség ungherese.
 Stati Uniti
- Drug Enforcement Administration
- National Park Service

 Ungheria
- Polizia ungherese

11 MD902 in servizio al maggio 2019. 5 entrati in servizio tra il 2016 e il 2017, acquistati di seconda mano (le macchine erano state prodotte tra il 1997 ed il 2001) dalla polizia del Baden Württemberg. 6 MD902 usati (prodotti tra il 1998 ed il 2007) sono stati acquistati nel 2018 in Gran Bretagna dove erano usati dalle forze di polizia.

### Militari
Messico
- Armada de México

5 MD902 in servizio all'aprile 2019.

## Galleria d'immagini

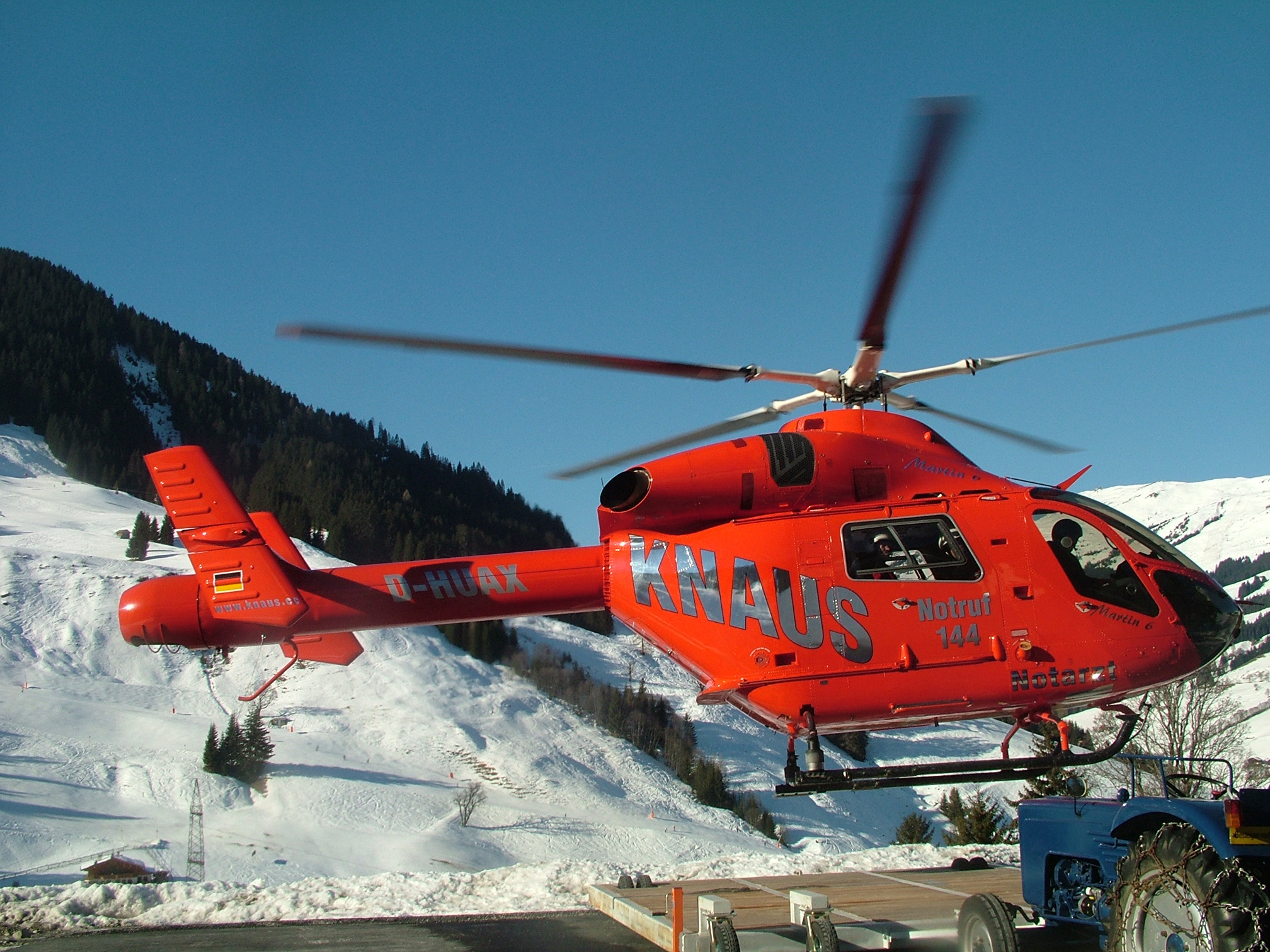
MD 900 utilizzato come eliambulanza in Germania
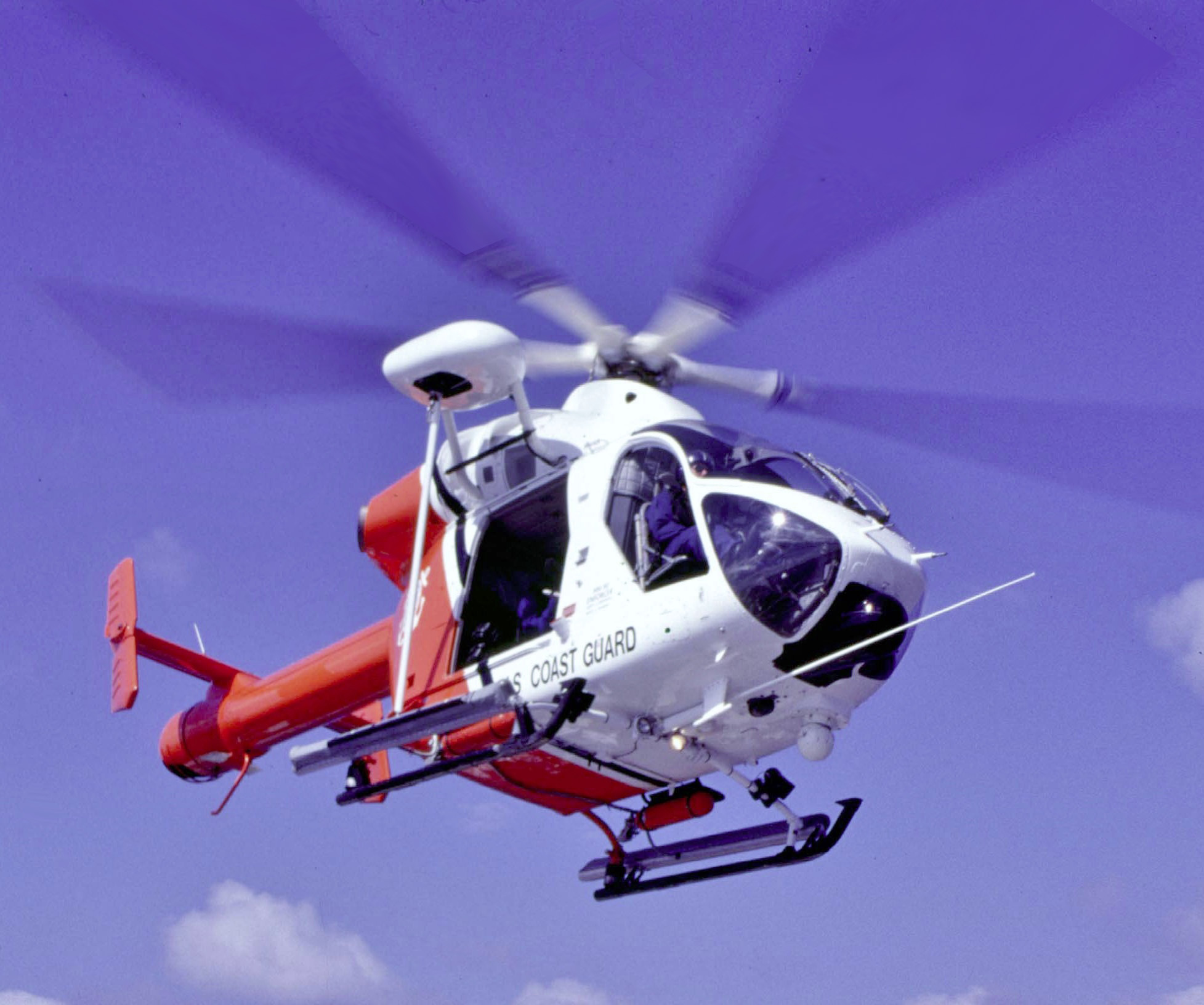
MH-90 Enforcer della US Coast Guard
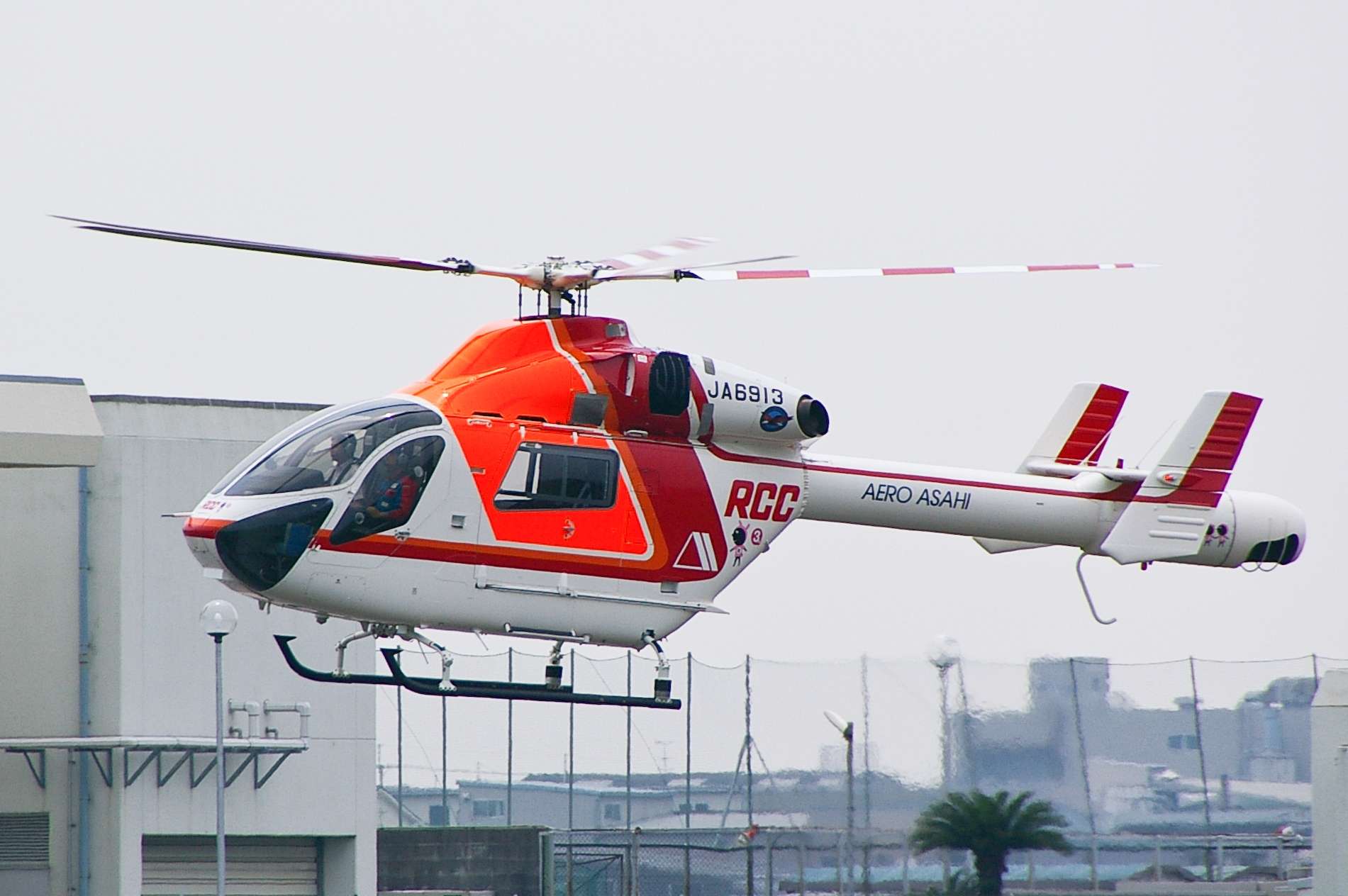
MD 902
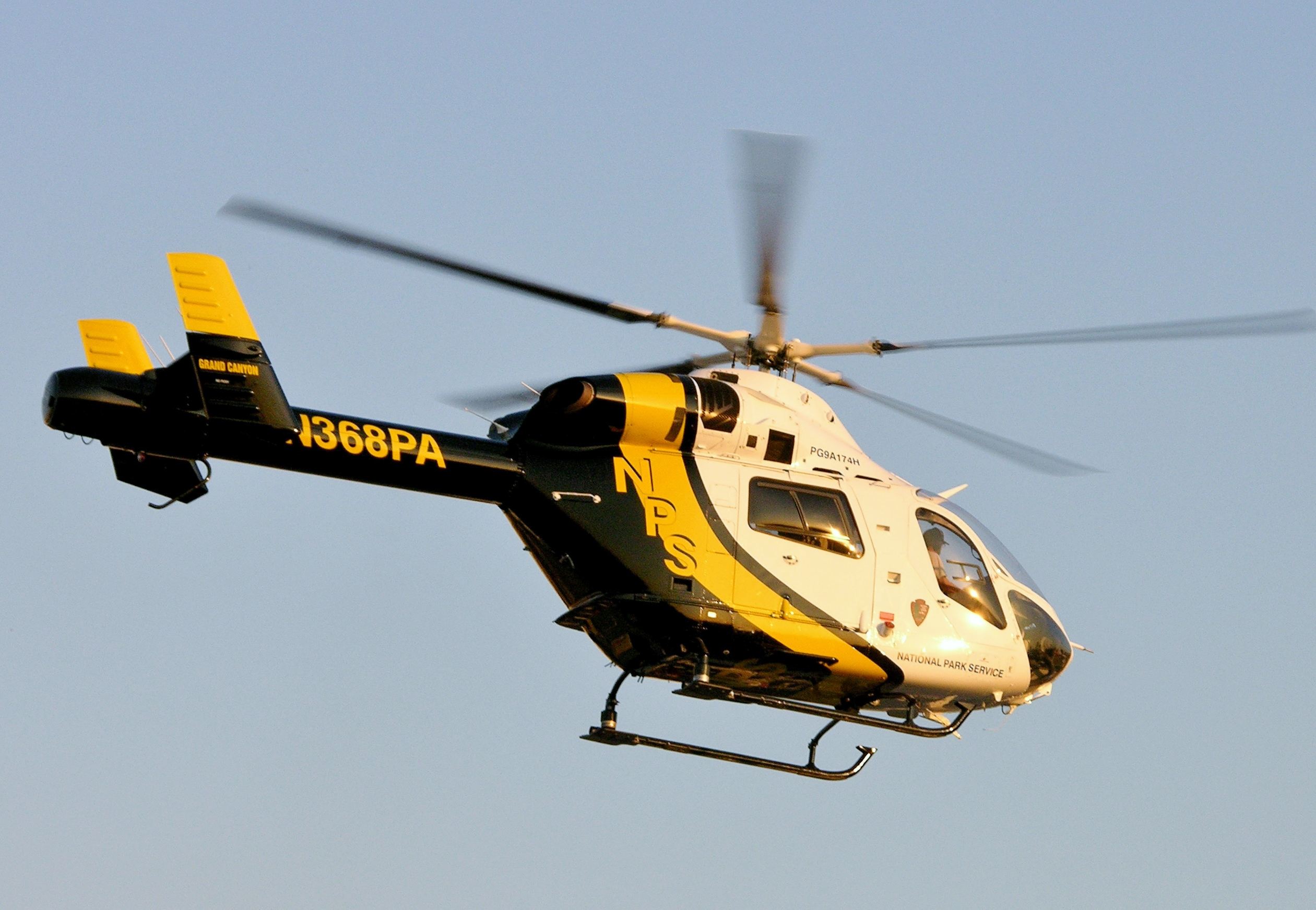
MD 900 gestito dal National Park Service, ente per la protezione del Grand Canyon